# Jelcz P-01
Der Jelcz P-01 war ein Busanhänger des polnischen Nutzfahrzeugherstellers Jelcz. Er wurde in den 1960er Jahren produziert.
In den 1950er und 1960er Jahren wurden zahlreiche Anhänger für den Passagiertransport entwickelt. Mit ihnen war es möglich, die Transportkapazität zu Spitzenzeiten zu erhöhen, ohne schwerere und teurere Busse beschaffen zu müssen, die nicht ständig ausgelastet werden konnten. Außerdem gab es in vielen Ländern Größenbeschränkungen für Omnibusse, die der Erhöhung der Passagierkapazität Grenzen setzten.
Der Jelcz P-01 entstand auf Basis des Omnibusses Jelcz 043. Front und Heck waren identisch, Chassis und Aufbau jedoch verkürzt. Dank der speziellen Deichselkonstruktion lief der Anhänger sehr spurstabil. Der Aufbau hatte nur eine vom Zugwagen aus betätigte zweiflügelige Drucklufttür oder eine konventionelle, nach außen aufschlagende Tür.
Zwischen 1968 und 1970 importierte die DDR neben dem Bus Jelcz 043 und dem Gelenkbus Jelcz 021 auch Anhänger P-01. Insgesamt wurden aber nur rund 350 Fahrzeuge importiert. Ein weiterer Exportkunde war die ČSSR, wo der Anhänger vor allem hinter dem Bus Škoda 706 RTO zum Einsatz kam.